# Letní shakespearovské slavnosti
Letní shakespearovské slavnosti (LSS) jsou divadelní festival, který se specializuje na inscenace her Williama Shakespeara v provedení pod širým nebem. Jedná se o nejstarší a nejrozsáhlejší divadelní přehlídku svého druhu v Evropě. Festival se koná každoročně od konce června do začátku září. Hlavní scénou je areál Nejvyššího purkrabství Pražského hradu. Od roku 2007 se představení uvádějí také na nádvoří Hudební a taneční fakulty AMU v Praze. Festival má další stálé scény v Brně (hrad Špilberk), Ostravě (Slezskoostravský hrad) a v Bratislavě (Bratislavský hrad).
Myšlenka na pořádání slavností vznikla počátkem 90. let z iniciativy tehdejšího prezidenta Václava Havla, který usiloval o otevření Pražského hradu kulturní veřejnosti. První shakespearovská inscenace se na Hradě uskutečnila v roce 1990, pravidelný festivalový provoz však započal až v roce 1998. 
Od roku 1998 slavnosti pořádá společnost AGENTURA SCHOK, spol. s r.o., která festival dále rozvíjí. Spolupořadateli jsou Správa Pražského hradu a Hlavní město Praha. 
Finanční podporu poskytuje od roku 2000 skupina PPF, která přispěla mimo jiné k rozšíření doprovodného programu o fotografické výstavy, charitativní akce nebo projekty zaměřené na dětské publikum.
Letní shakespearovské slavnosti každoročně uvedou kolem 150 představení. Plenérová hlediště mají kapacitu 600 až 1 000 diváků a jsou často zcela vyprodána. Festival je vnímán jako významná kulturní událost, která přitahuje desítky tisíc návštěvníků ročně a těší se značnému mediálnímu ohlasu.

## Vybraná představení
- 2002 – Král Lear (Lear: Jan Tříska, Kordélie: Barbora Seidlová/Linda Rybová, Regan: Linda Rybová/Jitka Schneiderová, Goneril: Martina Preissová/Eva Elsnerová, Edgar: Jiří Langmajer, Glostr: Jan Kačer, Šašek: David Prachař/Miroslav Táborský, režisér Martin Huba)
- 2003 – Hamlet (Hamlet: Jiří Langmajer, Claudius: Martin Stropnický/Jan Vlasák, Ofélie: Petra Špalková, Gertruda: Hana Maciuchová/Eva Salzmannová, Polonius: Vladislav Beneš/Miloš Kopečný, Laertes: Jan Teplý, Horacio: Robert Jašków, režisér Lucie Bělohradská)
- 2004 – Romeo a Julie (Romeo: Jiří Hájek / Ladislav Hampl, Julie: Kateřina Čapková / Zuzana Vejvodová, Chůva: Emília Vášáryová, Montek: Bohumil Klepl/Igor Chmela, Kníže: Marek Vašut, Kapuletová: Martina Preissová/Jana Janěková, Benvolio: Adrian Jastraban, Merkucio: Filip Čapka, Vavřinec a Lékárník: David Suchařípa, režisér Martin Huba)
- 2005 – Večer tříkrálový aneb Cokoli chcete (Viola: Jitka Schneiderová/Zuzana Vejvodová, Olivia: Linda Rybová/Hana Ševčíková, Feste: Jiří Langmajer/Miroslav Táborský, Malvolio: Alois Švehlík/Jan Vlasák, Ondřej Třasořitka: David Švehlík / Kamil Halbich, režisér Viktor Polesný)
- 2006 – Othello (Othello: Michal Dlouhý/Martin Zahálka, Jago: Oldřich Navrátil, Desdemona: Lucie Vondráčková/Zuzana Vejvodová, režisér Petr Kracik)
- 2007 – Bouře (Prospero: Dušan Jamrich/Emil Horváth/Martin Huba, Kaliban: Jan Tříska, Miranda: Zuzana Kajnarová/Antonie Talacková, Ceres: Marika Procházková/Barbora Poláková, Juno: Zuzana Maxa (Říhová)/Barbora Dipoldová, režisér Jakub Korčák)
- 2010 – Jindřich IV. (princ Jindřich: Jan Dolanský, princ Jan: Jan Konečný, král Jindřich IV.: Ladislav Mrkvička, úprava a režie: Lucie Bělohradská)
- 2011 – Zkrocení zlé ženy (Kateřina: Tatiana Vilhelmová/Jana Stryková, Petruchio: Roman Zach, Baptista: Oldřich Vízner/Pavel Kikinčuk, Bianka: Lucie Štěpánková/Tereza Vilišová, Lucentio: Matouš Ruml/Vojtěch Dyk, režie: Daniel Špinar)
- 2012 – Richard III. (Richard III.: Jiří Langmajer, lady Anna: Klára Issová, královna Alžběta: Simona Postlerová, vévoda Buckingham: Karel Dobrý, královna Markéta: Eva Salzmannová, král Edward: Pavel Nečas, režie: Martin Huba)
- 2013 – Sen noci svatojánské (Theseus & Oberon: David Prachař, Hippolyta & Titanie: Vanda Hybnerová / Eva Vrbková, Egeus & Puk: Csongor Kassai, Lysandr: Martin Písařík, Hermie: Hana Vagnerová, úprava, režie: SKUTR – Martin Kukučka, Lukáš Trpišovský)[1]
- 2014 – Mnoho povyku pro nic (Benedick: Václav Jílek, Beatrice: Petra Horváthová, Puškvorec: Petr Čtvrtníček, Šťovíček: Leoš Noha, Claudio: Tomáš Vaněk/Radúz Mácha, Héró: Lenka Zahradnická/Adéla Petřeková, Don John: Jan Révai/Lukáš Langmajer, Leonato: Daniel Rous, Antonio: Pavel Nový, Mnich: Vladislav Beneš, režie: Jiří Menzel)
- 2015 – Romeo a Julie (Romeo: Jan Sklenář, Julie: Tereza Voříšková/Marie Poulová, Chůva: Naďa Konvalinková, Monteková: Dana Batulková, Montek: Martin Sláma, Kapuletová: Lenka Krobotová, Kapulet: Jiří Vyorálek/Tomáš Milostný, Benvolio: Jan Cina, Merkucio: Petr Vančura, Vavřinec: Saša Rašilov. Režie: SKUTR – Martin Kukučka, Lukáš Trpišovský)
- 2016 – Večer tříkrálový aneb Cokoli chcete (Viola: Monika Timková, Orsino: Tomáš Měcháček, Olivie: Marie Doležalová/Kamila Trnková, Sebastian: Ondřej Rychlý, Feste: Petr Stach, Tobiáš Říhal: Václav Kopta/Milan Šteindler, Ondřej Třasořitka: Josef Carda, Marie: Nela Boudová. Režie Jana Kališová)
- 2017 – Hamlet (Hamlet: Jaroslav Plesl, Ofélie: Veronika Khek Kubařová/Veronika Macková, Claudius a duch: Hynek Čermák, Gertruda: Lenka Vlasáková, Polonius a Laertes: Ladislav Hampl, Horacio: Petr Vršek, Rosencrantz a hrobník: Vladimír Polívka, Pán, kněz a herec: Pavel Šimčík. Režie Michal Vajdička)
- 2018 – Dobrý konec všechno spraví (Helena: Anna Fialová, Bertram: Martin Siničák, Král francouzský: Oldřich Vízner/Martin Dejdar, Parol: Ondřej Pavelka, Rinaldo: David Novotný/Filip Kaňkovský, Lafeu: Jan Vlasák, Diana: Anna Stropnická. Režie Jan Antonín Pitínský)
- 2019 – Zimní pohádka (Leontes: Martin Hofmann/Michal Isteník, Hermiona: Petra Špalková/Lenka Krobotová, Perdita: Veronika Arichteva/Eva Burešová, Mamillius: Kristián Špiner, Camillo: Radim Madeja, Antigonus a Pastýř: Cyril Drozda, Paulina: Alena Mihulová, Emilie: Evellyn Pacoláková, Polyxenes: Saša Rašilov, Florizel: Aleš Bílík. Režie Pavel Khek)
- 2020 – kvůli covidové pandemii se musel tento ročník obejít bez premiérového představení
- 2021 – Bouře (Ferdinand: Zdeněk Piškula, Miranda: Eliška Křenková, Prospero: David Prachař, Alonso: Ondřej Malý, Sebastian: Jan Bidlas, Antonio: Petr Jeništa, Gonzalo: Jiří Zapletal, Kaliban: Radúz Mácha, Trinkulo: Josef Polášek, Stefano: Marek Daniel, Ariel: Csongor Kassai a další, režie: SKUTR - Martin Kukučka a Lukáš Trpišovský)
- 2022 – Macbeth (Macbeth a skotský král: Marek Němec, Lady Macbeth: Lenka Krobotová, Duncan: David Matásek, Malcolm a skotský král: Filip Kaňkovský, Banquo a Banquoův duch: Tomáš Měcháček, Macduff: Václav Vašák, Lady Macduff: Klára Issová, Lennox: Jakub Gottwald, Ross: Václav Šanda, Siward: Karel Zima, biskup a lékař: Hynek Chmelař, sluha: Vojtěch Vondráček, tři čarodějnice: Anna Bubníková/Anna Schmidtmajerová a Kateřina Eva Lanči/Markéta Ptáčníková a Petra Červinková/Eliška Hurábová, vrazi: Jiří Kohout, Filip Richtermoc, režie: Jakub Krofta)
- 2023 – Jak se vám líbí (vévoda a Frederick: Roman Zach, Charles a Silvius: Jakub Žáček, šašek Prubíř: Jaromír Nosek, Oliver: Václav Rašilov, Orlando: Václav Matějovský, Jaques a Korin: Denny Ratajský, Adam a Amiens: Petr Motloch, Žak: Tomáš Jeřábek, Rosalinda: Lucie Štěpánková, Célie: Markéta Děrgelová, Fébé: Lenka Vavro Zahradnická/Šárka Kubíková, Audrey: Pavla Tomicová, režie: Jakub Nvota)
- 2024 – Marná lásky snaha (Ferdinand: Filip Březina, princezna francouzská: Anna Fialová, Biron: Lukáš Příkazký, Longaville: Jan Jankovský, Dumaine: Petr Vaněk, Boyet: Václav Kopta/Jiří Vyorálek, Don Adriano de Armado: Adam Ernest, Nathan: Leoš Noha, Holofernes: Petr Čtvrtníček, Hňup: Kryštof Rímský, Kotrba: Jiří Maryško, Rosalina: Anna Kameníková, Kateřina: Karolína Vágnerová, Marie: Kristýna Daňhelová, Žakeneta: Lucie Polišenská/Marie Štípková, režie: Filip Nuckolls)
- 2025 – Othello (Othello: Robert Mikluš, Desdemona: Sara Sandeva, Brabantio: Jan Hájek, Cassio: Ivan Lupták, Jago: Jan Cina / Vojtěch Vodochodský, Emílie: Barbora Bočková, Roderigo: Antonio Šoposki, Montago, dóže benátský: Jiří Panzner, Gratiano, první senátor: Ondřej Bauer, první pán, druhý senátor: Jiří Kniha, druhý pán, třetí senátor: Jakub Albrecht, Bianca: Marta Dancingerová / Beáta Kaňoková / Hana Kusnjerová, důstojník, posel, herold: František Prachař, režie: Braňo Holiček)